# Pterocarpus osun
Pterocarpus osun är en ärtväxtart som beskrevs av William Grant Craib. Pterocarpus osun ingår i släktet Pterocarpus och familjen ärtväxter. Inga underarter finns listade i Catalogue of Life.